# Pseudocrypta
Pseudocrypta es un género de insecto coleóptero de la familia Chrysomelidae.

## Especies
Las especies de este género son:
- Pseudocrypta nigripennis Medvedev, 1996
- Pseudocrypta serricornis Medvedev, 1996